# 俄开卢斯
俄开卢斯 （英語：Ocelus）。凯尔特神祇之一。曾广为时人所崇拜供奉，亦于艺术作品以及铭文中得到广泛反映，与其相关文物于西欧高卢、不列颠等地均有发现。